# Spice (album)
Pour les articles homonymes, voir Spice.
Albums de Spice Girls
Spiceworld
(1997)
Singles
1. Wannabe
Sortie : 8 Juillet 1996
2. Say You'll Be There
Sortie : 14 Octobre 1996
3. 2 Become 1
Sortie : 16 Décembre 1996
4. Mama/Who Do You Think You Are
Sortie : 3 Mars 1997

Spice est le premier album du groupe britannique Spice Girls, sorti le 19 septembre 1996. Les principaux thèmes de l'album sont l'amour, le romantisme mais aussi l'innocence et la virginité, le féminisme, le pouvoir des femmes. L’opus connaît un succès extraordinaire, se vendant à dix-huit millions d'exemplaires en l'espace d'un an, amenant à un total de 23 millions d'albums vendus au niveau mondial,,. Il s'érige également à la 1re place des meilleures ventes d'albums dans plus de 17 pays, devenant l'album le plus vendu d'un groupe féminin de tous les temps,,,. 
L’album génère quatre singles : Wannabe qui est numéro un dans plus de trente sept pays et se vendra à 7 millions d'exemplaires dans le monde,,, Say You'll Be There, 2 Become 1 ou encore  le bi-single Mama/Who Do You Think You Are, qui atteindront la 1re place des meilleures ventes de singles dans de nombreux pays,,,. 
Le succès de cet opus et des singles prennent des proportions d'un véritable phénomène de société mondial, qui est appelé la Spicemania (en référence à la Beatlemania),,.
Les Spice Girls font rapidement l'objet de nombreux produits dérivés tels que : des poupées, des sucettes, du déodorant, du soda, des appareils photos, un jeu vidéo sur playstation, des verres, des vêtements, des chips, des friandises et même un scooter, dont les ventes sont colossales,.
L’album a tellement eu d’impact, qu’il est considéré au niveau mondial comme celui qui a bouleversé la musique pop au milieu des années 1990, renouvelant la musique pop-teenage, tout en apportant le concept du féminisme via le girl power, ainsi qu’un marketing omniprésent et une image esthétique repensée de la musique de l’époque, bouleversant les milieux musicaux, culturels et vestimentaires, choses jusqu’alors inégalées à ce jour, permettant au groupe de devenir de véritables icones culturelles des années 1990, mais aussi des icones musicales intergénérationnelles,,,,,,,,,,,,,,,.
Au niveau mondial, l'album et les cinq singles sont considérés comme des classiques de la musique pop moderne,,,,.

## Historique
Dès 1994, les cinq Britanniques se croisent et font connaissance durant différentes auditions pour des films et comédies musicales (Cats, Tank Girl, etc.)[réf. nécessaire], jusqu'à la publication en 1994 d'une annonce dans le journal The Stage, au sujet d'une audition pour former un groupe féminin. Le groupe, d'abord appelé Touch, est formé en mars 1994 à la suite d'une audition par petite annonce dans le journal The Stage. Environ 400 candidates sont auditionnées.
Parmi elles sont retenues : Victoria Adams (qui deviendra après son mariage Victoria Beckham), Melanie Brown, Melanie Chisholm, Geri Halliwell et Michelle Stephenson. Les cinq jeunes femmes vont suivre des cours de chant et de danse, en vue d'enregistrer un premier disque. Au bout de quelques mois seulement, Michelle Stephenson quitte le groupe. En effet, sa mère étant atteinte d'une maladie grave, elle préfère retourner à ses études pour pouvoir se consacrer à elle. Après son départ, leur professeur de chant, Pepi Lemer, leur présente l'une de ses élèves, Emma Bunton, qui devient immédiatement sa remplaçante.
Pour faciliter le travail et cultiver une dynamique de groupe, les filles emménagent dans la même maison, où elles vivront et répèteront ensemble plusieurs mois durant. Le groupe change bientôt de nom pour se baptiser Spice puis Spice Girls (un rappeur américain portant déjà le nom Spice à l'époque). 
Mécontentes de la direction prise par leur premier manager (port de vêtements identiques, chansons à l'eau-de-rose...), les Spice Girls décident de se passer des services de Chris Herbert, et d'en trouver un nouveau : il s'agit de Simon Fuller, ancien manager d'Annie Lennox:30. Avec son aide et après avoir frappé à la porte de plusieurs maisons de disques, elles décrochent un contrat chez Virgin. En 1995, commence donc l'enregistrement de leur premier album, Spice.
En juillet 1996, après avoir fait une première tournée des clubs au Royaume-Uni, les Spice Girls sortent leur premier single, Wannabe, contre la volonté de leur maison de disques. En effet, Virgin Records souhaitait privilégier la chanson Love Thing comme premier single mais finit par céder.

## Composition
Les principaux thèmes de album sont l'amour, le romantisme mais aussi l'innocence et la virginité, le féminisme, le pouvoir des femmes.
La 1re piste Wannabe, parle d’amitié entre une femme et un homme, qui évolue en amour, tout en affirmant le désir féminin. Le titre est une musique pop aux influences hip-hop/rap, débutant par le rire de Mel B, suivies de quelques notes de piano. Le 1er couplet est une question-réponse entre Mel B et Geri, comprenant les mots répétés : "tell", "really" and "I wanna",. Quant au refrain, il débute par : "If you wanna be my lover/You gotta get with my friends", tout en y ajoutant le terme "zigazig-ha". Le 2d Say You'll Be There, est un titre pop aux influences r&B-country, qui parle du pouvoir féminin sur les hommes, dont la seule chose qui leur importe, c'est que son amant promette qu'il sera là pour elle quand elle aura besoin de lui,. Le 3e morceau 2 Become 1, est une ballade pop, qui parle de la façon dont le lien de deux amants peut devenir si fort qu'ils deviennent pratiquement une seule entité, à travers l'acte sexuel, tout en y abordant la protection lors de rapport intime,:42-43. La piste suivante Love Thing, évoque sur les relations et comment, après de nombreuses déceptions, les filles ne veulent rien savoir de l'amour. Last Time Lover traite de la perte de la virginité. 
Le sixième extrait Mama, est une ballade pop, qui parle de l’amour d’une fille envers sa mère. La 7e chanson Who Do You Think You Are, est une musique pop, aux influences disco, qui parle de la vie d’une superstar présomptueuse et comment quelqu'un peut être pris au piège dans le monde de la renommée.  Le huitième titre Something Kinda Funny traite des circonstances de leur rencontre. La neuvième chanson Naked, explore la vulnérabilité d’une femme. La dixième musique If U Can't Dance, parle des idées préconçues que les gens ont.

## Singles
Le 1er single Wannabe, sort le 8 juillet 1996 au Royaume-Uni. La chanson provoque un véritable raz-de-marée, déclenchant alors la « Spice Mania », un phénomène de société mondial, équivalent à celui de la « Beatlemania »,,,,,. Elle est créditée mondialement comme le single qui a changé le paysage de la musique pop du milieu des années 1990, tout en renouvelant la musique dite de genre Pop-Teenage,,. Elle est également considérée comme un classique de la musique pop moderne,,, mais aussi comme un hymne féministe iconique mondial,,,,. Le titre devient alors le single le plus vendu de l'histoire de la musique par un groupe féminin,,,,,,. Au total, Wannabe sera numéro un dans plus de trente sept pays et se vendra à 7 millions d'exemplaires dans le monde,,.
En 2015, Billboard a inclus la vidéo de "Wannabe" dans sa liste des dix meilleures vidéos de groupe féminin les plus emblématiques de tous les temps.
Le 2d extrait Say You'll Be There sort le 14 octobre 1996. La chanson est un véritable succès au Royaume-Uni, se classant directement no 1 dès le jour de sa sortie, et atteint la 1re place dans l’Europe Charts. Il est également no 1 dans de nombreux pays,,,,,. Le vidéoclip, qui est inspiré de nombreux films comme Pulp Fiction et Faster, Pussycat! Kill! Kill!, remporte une multitude de prix dont un Smash Hits! Awards en 1996, le prix de la meilleure vidéo de l’année en 1997 lors des Brit Awards. Il est nommé au MTV Music Awards pour la meilleure vidéo en 1997. Il gagne également le prix de la meilleure vidéo fantastique de tous les temps par le Billboard, tout en étant nommé dans la catégorie meilleure vidéo pour un nouvel artiste. VH1 l’a placé comme le 8e meilleur vidéoclip de l’histoire.
Le 3e single 2 Become 1, sort le 16 décembre 1996 au Royaume-Uni. Le single est un succès en arrivant à la 1re place des meilleures ventes de singles au Royaume-Uni dès le jour de sa sortie, l’érigeant alors comme le 1er Christmas Number One Single du groupe dans ce pays,. Il se vend à 462,000 exemplaires en une semaine,. Il se classe à la 1re place dans de nombreux pays comme l’Irlande où il reste pendant six semaines, mais aussi en Espagne et en Écosse. Elle se classe dans le top 5 dans de nombreux pays comme Autriche, Danemark, Finlande, France, Italie, Pays-Bas, Norvège, Suède et en Suisse,,,. La chanson est nommée "Song of the Year" lors des London Music Awards en 1998.
Le 4e et dernier single de l’opus est Mama/Who Do You Think You Are, sortit le 3 mars 1997 au Royaume-Uni. Il se vend à 732,000 exemplaires en une semaine, devenant leur 4e single no 1 au Royaume-Uni, faisant du groupe les seules artistes de l’histoire britannique à avoir 4 singles numéros 1 dans ce pays. La chanson se classe à la 3e meilleure vente de singles à l’Europe Chart et s'érige dans le top 5 dans de nombreux pays comme la France, la Belgique, l’Allemagne, les Pays-Bas, la Suède et la Suisse,,,. À noter que ce bi-single est le single officiel de Comic Relief, dont l’intégralité des fonds sont reversé à cette association, ayant pour but de combattre la famine en Éthiopie.

## Performance commerciale
L’album débute à la première place des meilleures ventes d’albums avec 114,000 copies, tout en gardant cette 1re place durant 15 semaines consécutives au Royaume-Uni, se vendant à plus de 3,10 millions de copies, tout en étant certifié 10 fois disques de platine par la British Phonographic Industry (BPI),. En Europe, les ventes dépassent très vite les 8 millions d’exemplaires. Il se classe à la 1re place en France et est certifié disque de diamant par le Syndicat national de l'édition phonographique. Il est également triple disques de platine en Allemagne et 10× platine en Espagne avec 1 million d’exemplaires vendus,. Il reste 5 semaines numéro 1 au Billboard aux États-Unis, se vendant à plus de 7,5 millions de copies. Il atteint la 1re place au Canada, avec plus de 1 million d’exemplaires vendus. 
Au total, l’opus s'écoule à 23 millions d'albums vendus au niveau mondial,,. Il s'érige à la 1re place des meilleures ventes d'albums dans plus de 17 pays, devenant l'album le plus vendu d'un groupe féminin de tous les temps,,,.

## Impact culturel et héritage
L’album a tellement eu d’impact, qu’il est considéré au niveau mondial comme celui qui a bouleversé la musique pop au milieu des années 1990, renouvelant la musique pop-teenage, tout en apportant le concept du féminisme via le girl power, ainsi qu’un marketing omniprésent et une image esthétique repensée de la musique de l’époque, bouleversant les milieux musicaux, culturels et vestimentaires, choses jusqu’alors inégalées à ce jour, permettant au groupe de devenir de véritables icones culturelles des années 1990, mais aussi des icones musicales intergénérationnelles,,,,,,,,,,,,,,,.
Au niveau mondial, l'album et les cinq singles sont considérés comme des classiques de la musique pop moderne,,,,.
Spice est la 18e meilleure vente d’albums de tous les temps au Royaume-Uni,,. Étant le premier single des Spice Girls, "Wannabe" a été crédité comme celui qui a  catapulter le groupe à la célébrité mondiale, déclenchant alors la « Spice Mania », un véritable phénomène de société mondial, équivalent à celui de la « Beatlemania »,,,. Wannabe est également crédité mondialement comme le single qui a changé le paysage de la musique pop du milieu des années 1990, tout en renouvelant la musique dite de genre Pop-Teenage,,.
Wannabe est considéré un hymne féministe iconique mondial,,,,. Say You'll Be There est devenu un hymne féministe iconique mondial,,,,. Mama est aussi un hymne d'amour maternel mondial,,,.
La chanson 2 Become 1 est nommée "Song of the Year" lors des London Music Awards en 1998.
Grâce au bi-single Mama/Who Do You Think You Are qui devient numéro 1 au Royaume-Uni, les Spice Girls sont alors les seules artistes de l’histoire britannique à avoir 4 singles numéros 1 dans ce pays, déclassant alors les groupes comme Gerry and the Pacemakers, Frankie Goes to Hollywood, Jive Bunny and the Mastermixers et Robson & Jerome, qui avaient 3 no 1.
Le vidéoclip Wannabe remporte un MTV Video Music Award de la meilleure vidéo dance lors de MTV Video Music Awards en 1997 et le prix de meilleure vidéo lors des Comet Media Awards,. Il obtient également une nomination pour la meilleure vidéo lors des Brit Awards en 1997  et est classé à la quatrième place des meilleures vidéos de tous les temps par Channel 4.
En 2015, Billboard a inclus la vidéo de Wannabe dans sa liste des dix meilleures vidéos de groupe féminin les plus emblématiques de tous les temps.
Le vidéoclip Say You'll Be There remporte un Smash Hits! Awards en 1996, le prix de la meilleure vidéo de l’année en 1997 lors des Brit Awards. Il est nommé au MTV Music Awards pour la meilleure vidéo en 1997. Il gagne également le prix de la meilleure vidéo fantastique de tous les temps par le Billboard, tout en étant nommé dans la catégorie meilleure vidéo pour un nouvel artiste.
VH1 a placé  Say You'll Be There comme le 8e meilleur vidéoclip de l’histoire. En juillet 2017, Billboard a classé Say You'll Be There à la 25e place des 100 plus grandes chansons d'un groupe féminin de tous les temps.
Lors des Brit Awards 1997 en février, le groupe interprète Who Do You Think You Are dont la tenue de Geri Halliwell, en l’occurrence une robe bleue au couleur du drapeau britannique, font d’elles des icones mondiales de la mode,,,,. Par ailleurs, la robe originale a été vendue au Hard Rock Cafe à Las Vegas, en récoltant plus de 41,320 dollars pour une œuvre de charité, ce qui établit cette vente comme le vêtement porté et vendu le plus cher par une célébrité de l’histoire au Livre Guinness des records,.

## Listes des titres
| 1.    | Wannabe                  | - Stannard - Rowe                  | 2:53 |
| 2.    | Say You'll Be There      | Absolute                           | 3:55 |
| 3.    | 2 Become 1               | - Stannard - Rowe - Andy Bradfield | 4:01 |
| 4.    | Love Thing               | - Absolute - Bradfield             | 3:38 |
| 5.    | Last Time Lover          | Absolute                           | 4:11 |
| 6.    | Mama                     | - Stannard - Rowe                  | 5:04 |
| 7.    | Who Do You Think You Are | Absolute                           | 4:00 |
| 8.    | Something Kinda Funny    | Absolute                           | 4:05 |
| 9.    | Naked                    | Absolute                           | 4:25 |
| 10.   | If U Can't Dance         | - Stannard - Rowe                  | 3:48 |
| 39:56 |                          |                                    |      |

| Latin American edition bonus track, | Latin American edition bonus track,            | Latin American edition bonus track, | Latin American edition bonus track, | Latin American edition bonus track, | Latin American edition bonus track, | Latin American edition bonus track, | Latin American edition bonus track, | Latin American edition bonus track, | Latin American edition bonus track, |
| No                                  | Titre                                          | Producteur(s)                       | Durée                               |                                     |                                     |                                     |                                     |                                     |                                     |
| ----------------------------------- | ---------------------------------------------- | ----------------------------------- | ----------------------------------- | ----------------------------------- | ----------------------------------- | ----------------------------------- | ----------------------------------- | ----------------------------------- | ----------------------------------- |
| 11.                                 | Seremos 1 los 2 (2 Become 1 – Spanish version) | - Stannard - Rowe - Bradfield       | 4:05                                |                                     |                                     |                                     |                                     |                                     |                                     |
| 44:01                               |                                                |                                     |                                     |                                     |                                     |                                     |                                     |                                     |                                     |

| Édition colombienne bonus track | Édition colombienne bonus track | Édition colombienne bonus track    | Édition colombienne bonus track | Édition colombienne bonus track | Édition colombienne bonus track | Édition colombienne bonus track | Édition colombienne bonus track | Édition colombienne bonus track | Édition colombienne bonus track |
| No                              | Titre                           | Producteur(s)                      | Durée                           |                                 |                                 |                                 |                                 |                                 |                                 |
| ------------------------------- | ------------------------------- | ---------------------------------- | ------------------------------- | ------------------------------- | ------------------------------- | ------------------------------- | ------------------------------- | ------------------------------- | ------------------------------- |
| 11.                             | Wannabe (Dance Mix)             | - Stannard - Rowe - Junior Vasquez | 5:57                            |                                 |                                 |                                 |                                 |                                 |                                 |
| 45:53                           |                                 |                                    |                                 |                                 |                                 |                                 |                                 |                                 |                                 |

Notes
- If U Can't Dance contient un échantillon de la chanson The Humpty Dance, écrite par Bootsy Collins, George Clinton, William Morrison et Shock G, interprété par Digital Underground.

## Classement hebdomadaire
| Classement (1996–98)               | Position position |
| ---------------------------------- | ----------------- |
| Australie (ARIA)                   | 3                 |
| Autriche (Ö3 Austria Top 40)       | 1                 |
| Belgique (Flandre Ultratop)        | 1                 |
| Belgique (Wallonie Ultratop)       | 1                 |
| Canada (Canadian Albums)           | 1                 |
| Danemark                           | 1                 |
| Pays-Bas (Mega Album Top 100)      | 1                 |
| Europe                             | 1                 |
| Finlande (Suomen virallinen lista) | 4                 |
| France                             | 1                 |
| Allemagne (Media Control AG)       | 6                 |
| Hongrie (Mahasz)                   | 10                |
| Islande                            | 1                 |
| Irlande                            | 1                 |
| Italie                             | 2                 |
| Japon                              | 7                 |
| Malaisie                           | 7                 |
| Nouvelle-Zélande (RIANZ)           | ?                 |
| Norvège (VG-lista)                 | 1                 |
| Portugal                           | 1                 |
| Écosse (OCC)                       | 1                 |
| Espagne                            | 1                 |
| Suède (Sverigetopplistan)          | 1                 |
| Suisse (Schweizer Hitparade)       | 5                 |
| Thaïlande                          | 2                 |
| Royaume-Uni (UK Albums Chart)      | 1                 |
| États-Unis (Billboard 200)         | 1                 |
| Zimbabwe                           | 1                 |